# Exponeringsvärde

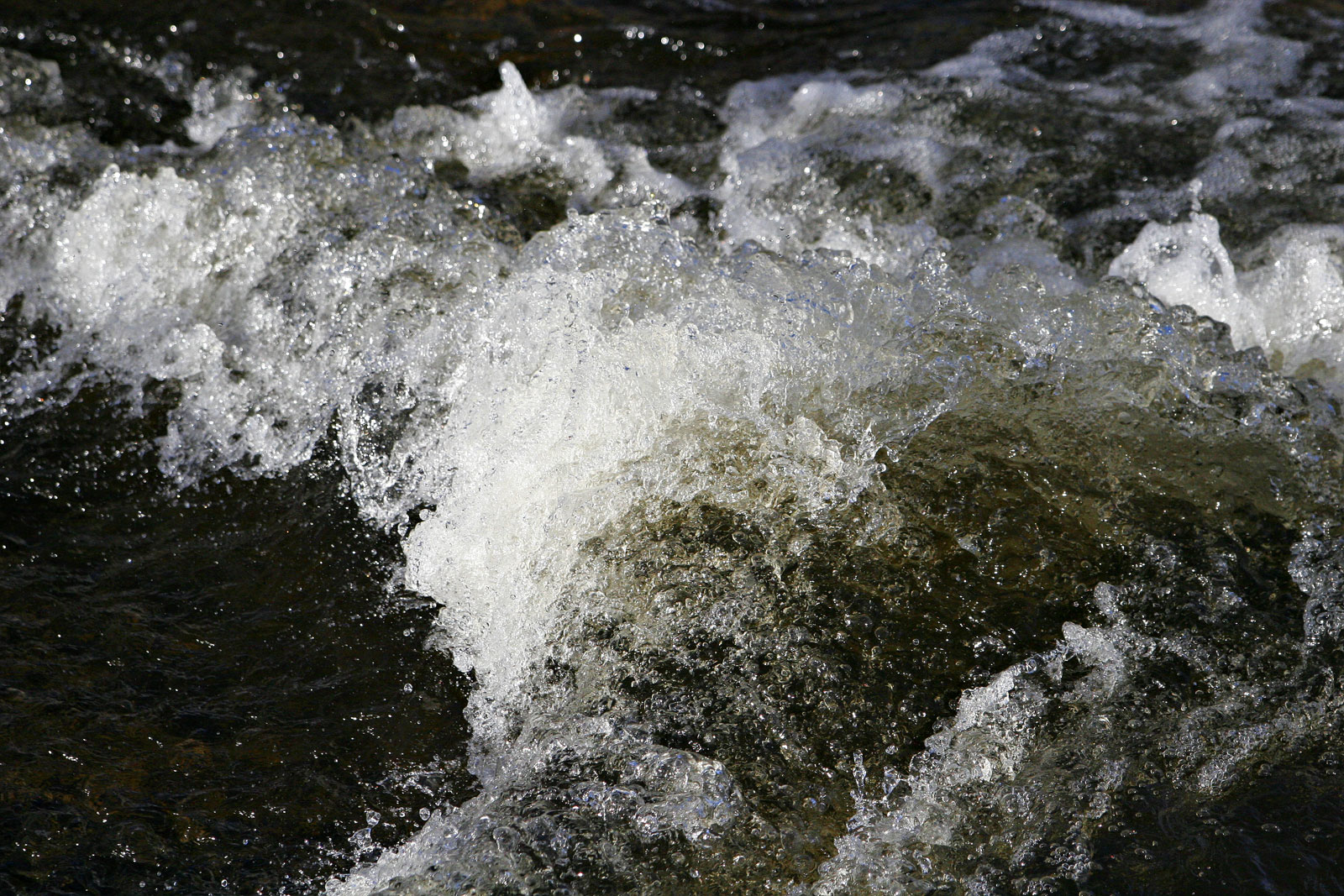
En kort slutartid ger en fryst exponering av en våg.

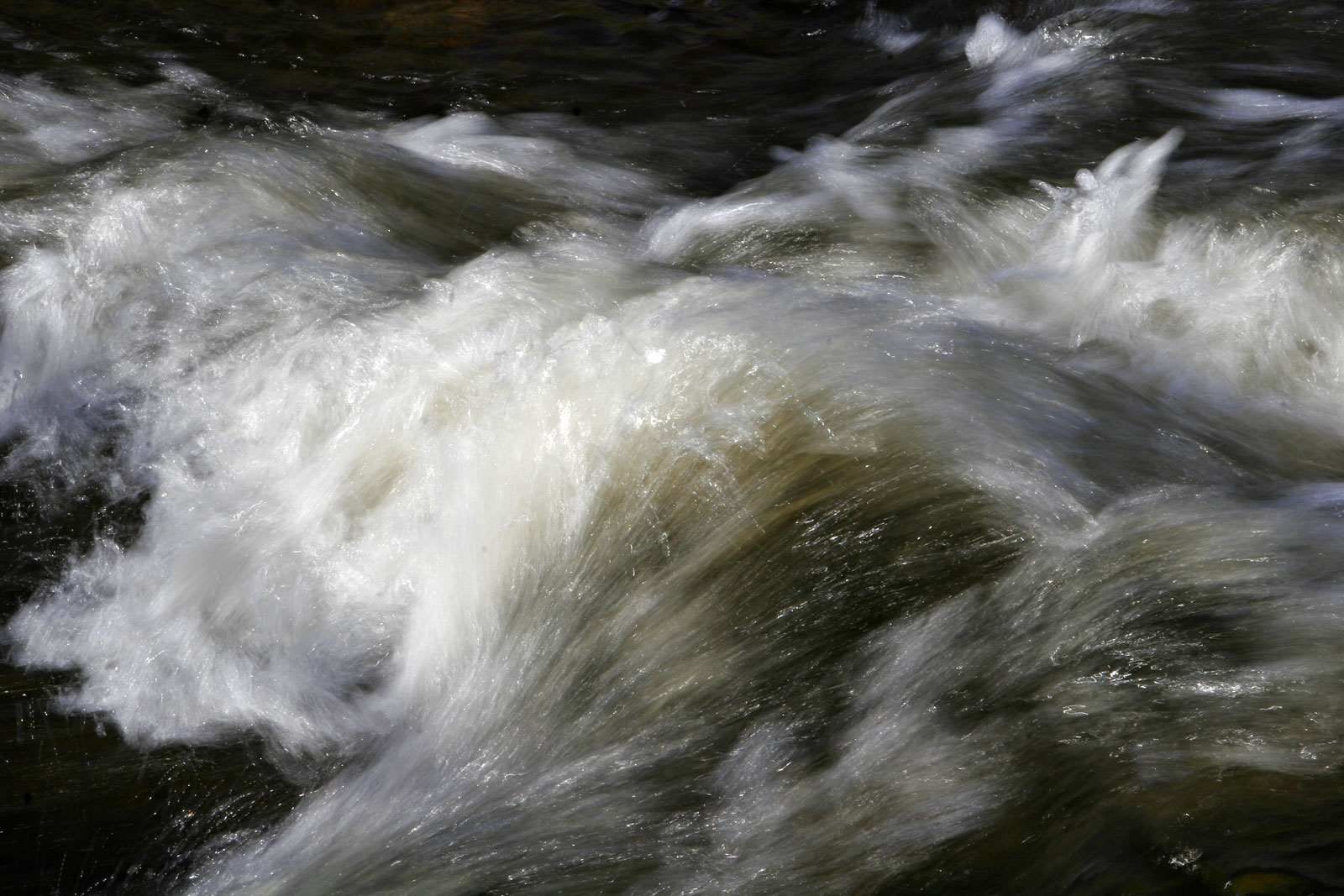
En lång slutartid ger en utsmetad exponering av vågen.

Exponeringsvärde (EV) är en skala inom fotografi vilken anger alla kombinationer av en kameras slutartid och bländare som ger samma exponering.
EV 0 motsvarar en exponering med ett bländartal på f/1 under en slutartid på en 1 sekund. Högre EV-värden framkommer då bländaröppningen minskar (bländartalet ökar) eller då slutartiden blir kortare. Varje steg uppåt innebär en halvering av mängden ljus som släpps in i kameran. Om bländaröppningen ökar ett steg (bländartalet minskar ett steg) samtidigt som slutartiden minskar ett steg så blir EV-värdet detsamma som det var innan. Varje värde i skalan har ett bestämt omfång av brukbara slutartider och bländarpar. Paren för exponeringsvärdet EV 12 är till exempel 1/250s vid ett bländartal på f/4, 1/125s vid ett bländartal på f/5.6 och 1/8s vid ett bländartal på f/22.
Om ett ISO-värde anges kan EV användas för att specificera en specifik ljusnivå. Vid ISO 100 stämmer EV-värdet överens med ljusvärdet. Om man använder en annan filmhastighet (ISO) så skiljer sig EV-värdet från ljusvärdet. Vid en dubbelt så snabb film, det vill säga ISO 200, så kommer EV-värdet ligga ett steg över ljusvärdet, vid ISO 50 så kommer EV-värdet ligga ett steg under ljusvärdet och så vidare.
Flera digitalkameror (systemkameror och vissa avancerade kompaktkameror) tillåter exponeringskompensation, det vill säga att man väljer att avvika från kamerans automatiskt inställda exponeringsvärde för att kompensera för mörka eller för ljusa bilder.

## Exponeringsvärden vid ISO 100
| EV | Bländartal | Bländartal | Bländartal | Bländartal | Bländartal | Bländartal | Bländartal | Bländartal | Bländartal | Bländartal | Bländartal | Bländartal | Bländartal |
| EV | 1.0        | 1.4        | 2.0        | 2.8        | 4.0        | 5.6        | 8.0        | 11         | 16         | 22         | 32         | 45         | 64         |
| -- | ---------- | ---------- | ---------- | ---------- | ---------- | ---------- | ---------- | ---------- | ---------- | ---------- | ---------- | ---------- | ---------- |
| −6 | 60         | 2 m        | 4 m        | 8 m        | 16 m       | 32 m       | 64 m       | 128 m      | 256 m      | 512 m      | 1024 m     | 2048 m     | 4096 m     |
| −5 | 30         | 60         | 2 m        | 4 m        | 8 m        | 16 m       | 32 m       | 64 m       | 128 m      | 256 m      | 512 m      | 1024 m     | 2048 m     |
| −4 | 15         | 30         | 60         | 2 m        | 4 m        | 8 m        | 16 m       | 32 m       | 64 m       | 128 m      | 256 m      | 512 m      | 1024 m     |
| −3 | 8          | 15         | 30         | 60         | 2 m        | 4 m        | 8 m        | 16 m       | 32 m       | 64 m       | 128 m      | 256 m      | 512 m      |
| −2 | 4          | 8          | 15         | 30         | 60         | 2 m        | 4 m        | 8 m        | 16 m       | 32 m       | 64 m       | 128 m      | 256 m      |
| −1 | 2          | 4          | 8          | 15         | 30         | 60         | 2 m        | 4 m        | 8 m        | 16 m       | 32 m       | 64 m       | 128 m      |
| 0  | 1          | 2          | 4          | 8          | 15         | 30         | 60         | 2 m        | 4 m        | 8 m        | 16 m       | 32 m       | 64 m       |
| 1  | 1/2        | 1          | 2          | 4          | 8          | 15         | 30         | 60         | 2 m        | 4 m        | 8 m        | 16 m       | 32 m       |
| 2  | 1/4        | 1/2        | 1          | 2          | 4          | 8          | 15         | 30         | 60         | 2 m        | 4 m        | 8 m        | 16 m       |
| 3  | 1/8        | 1/4        | 1/2        | 1          | 2          | 4          | 8          | 15         | 30         | 60         | 2 m        | 4 m        | 8 m        |
| 4  | 1/15       | 1/8        | 1/4        | 1/2        | 1          | 2          | 4          | 8          | 15         | 30         | 60         | 2 m        | 4 m        |
| 5  | 1/30       | 1/15       | 1/8        | 1/4        | 1/2        | 1          | 2          | 4          | 8          | 15         | 30         | 60         | 2 m        |
| 6  | 1/60       | 1/30       | 1/15       | 1/8        | 1/4        | 1/2        | 1          | 2          | 4          | 8          | 15         | 30         | 60         |
| 7  | 1/125      | 1/60       | 1/30       | 1/15       | 1/8        | 1/4        | 1/2        | 1          | 2          | 4          | 8          | 15         | 30         |
| 8  | 1/250      | 1/125      | 1/60       | 1/30       | 1/15       | 1/8        | 1/4        | 1/2        | 1          | 2          | 4          | 8          | 15         |
| 9  | 1/500      | 1/250      | 1/125      | 1/60       | 1/30       | 1/15       | 1/8        | 1/4        | 1/2        | 1          | 2          | 4          | 8          |
| 10 | 1/1000     | 1/500      | 1/250      | 1/125      | 1/60       | 1/30       | 1/15       | 1/8        | 1/4        | 1/2        | 1          | 2          | 4          |
| 11 | 1/2000     | 1/1000     | 1/500      | 1/250      | 1/125      | 1/60       | 1/30       | 1/15       | 1/8        | 1/4        | 1/2        | 1          | 2          |
| 12 | 1/4000     | 1/2000     | 1/1000     | 1/500      | 1/250      | 1/125      | 1/60       | 1/30       | 1/15       | 1/8        | 1/4        | 1/2        | 1          |
| 13 | 1/8000     | 1/4000     | 1/2000     | 1/1000     | 1/500      | 1/250      | 1/125      | 1/60       | 1/30       | 1/15       | 1/8        | 1/4        | 1/2        |
| 14 |            | 1/8000     | 1/4000     | 1/2000     | 1/1000     | 1/500      | 1/250      | 1/125      | 1/60       | 1/30       | 1/15       | 1/8        | 1/4        |
| 15 |            |            | 1/8000     | 1/4000     | 1/2000     | 1/1000     | 1/500      | 1/250      | 1/125      | 1/60       | 1/30       | 1/15       | 1/8        |
| 16 |            |            |            | 1/8000     | 1/4000     | 1/2000     | 1/1000     | 1/500      | 1/250      | 1/125      | 1/60       | 1/30       | 1/15       |
| 17 |            |            |            |            | 1/8000     | 1/4000     | 1/2000     | 1/1000     | 1/500      | 1/250      | 1/125      | 1/60       | 1/30       |
| 18 |            |            |            |            |            | 1/8000     | 1/4000     | 1/2000     | 1/1000     | 1/500      | 1/250      | 1/125      | 1/60       |
| 19 |            |            |            |            |            |            | 1/8000     | 1/4000     | 1/2000     | 1/1000     | 1/500      | 1/250      | 1/125      |
| 20 |            |            |            |            |            |            |            | 1/8000     | 1/4000     | 1/2000     | 1/1000     | 1/500      | 1/250      |
| 21 |            |            |            |            |            |            |            |            | 1/8000     | 1/4000     | 1/2000     | 1/1000     | 1/500      |
| EV | 1.0        | 1.4        | 2.0        | 2.8        | 4.0        | 5.6        | 8.0        | 11         | 16         | 22         | 32         | 45         | 64         |
| EV | Bländartal |            |            |            |            |            |            |            |            |            |            |            |            |